# Zelený čtvrtek
Zelený čtvrtek (latinsky feria quinta hebdomadae sanctae) je podle křesťanské tradice pátý den Svatého týdne (počítáno od Květné neděle včetně) a předvečer velikonočního tridua. Křesťané všech denominací si připomínají poslední večeři Ježíše Krista s dvanácti učedníky a ustanovení eucharistie.
Přívlastek „zelený“ vznikl podle některých teorií v němčině zkomolením původního názvu Greindonnerstag (tj. „lkavý čtvrtek“) na Gründonnerstag („zelený čtvrtek“).

## Římskokatolická liturgie
V římskokatolické církvi se dopolední mše (missa chrismatis) slaví pouze v katedrálách. Sídelní biskup svolává kněze své diecéze a spolu s nimi žehná oleje katechumenů, nemocných a křižmo. Večerní mše (missa vespertina in coena Domini) se slaví ve všech farních kostelech jako připomínka poslední Ježíšovy večeře, ustanovení eucharistie a ustanovení kněžské služby. Římský ritus umožňuje zařadit mytí nohou podle Ježíšova příkladu (J 13, 5 (Kral, ČEP)). Liturgická barva je bílá. 
Při zpěvu Gloria večerní mše zvoní zvony a pak se odmlčí až do Gloria Velikonoční vigilie – říká se, že „Zvony odletěly do Říma“. Zapovězený zvuk zvonů a zvonku je v tomto období nahrazen dřevěnými klepači nebo řehtačkami. Na konci čtvrteční večerní mše se také odnáší eucharistie mimo svatostánek na jiné, vhodně k tomu upravené místo v kostele. Znázorňuje se tak odchod Ježíše z Večeřadla do Getsemanské zahrady.

## Lidové zvyky a pranostiky
Na Zelený čtvrtek se dodržovala řada světských zvyků, mnoho z nich se vztahovalo k jídlu. Hlavní barvou jídla měla být zelená, typicky se vařily rozmanité zelené polévky a špenát. Právě v tento den by se též z čerstvých zelených jarních rostlin měla připravovat velikonoční nádivka. Ke snídani se na Zelený čtvrtek podávaly jidáše. Novou tradicí se v posledních letech stalo speciální zelené pivo, které vaří některé pivovary.
- Je-li Zelený čtvrtek bílý, tak je léto teplé.
- Na Zelený čtvrtek hrachy zasívej, na Velký pátek se zemí nehýbej!